# Kiyoshi Kuromiya
Kiyoshi Kuromiya (9 maggio 1943 – 10 maggio 2000) è stato un attivista e pacifista statunitense di origine giapponese, difensore dei diritti civili ed LGBTQ+ e delle persone con HIV/AIDS.

## Biografia
Nato in Wyoming nel campo di internamento americano noto come Heart Mountain, divenne un assistente di Martin Luther King Jr. ed oppositore alla Guerra del Vietnam negli anni '60.
Fondatore, tra gli altri, del Gay Liberation Front di Philadelphia, Kuromiya ha inoltre fondato il Critical Path Project e la sua newsletter; divenne anche editore della sezione riguardante gli Standard of Care di ACT UP, una delle prime linee guida al livello medico e civilista per persone con l'HIV prodotte da chi aveva contratto l'AIDS.